# Ernst Richter

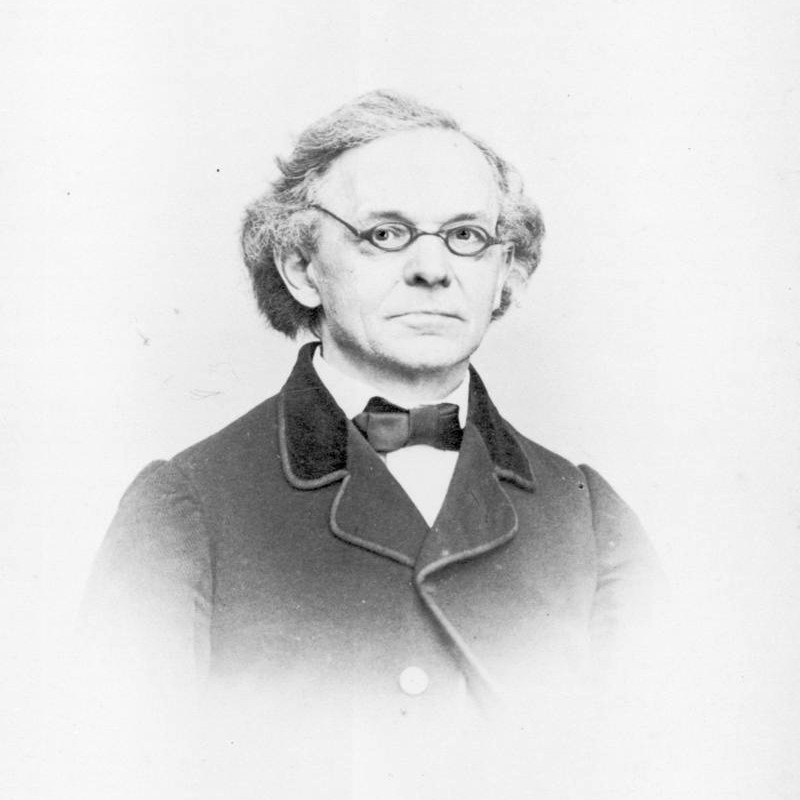
Ernst Richter.

Ernst Friedrich Eduard Richter, född den 24 oktober 1808 i Großschönau, död den 9 april 1879 i Leipzig, var en tysk musiker.
Richter studerade i början teologi, men utbildade sig samtidigt autodidaktiskt till musiker och blev vid Leipzigkonservatoriets grundläggning, 1843, lärare i teori där. Till 1847 dirigerade han även Singakademie, blev sedermera organist vid flera kyrkor och slutligen, 1868, kantor vid Thomasskolan, efter Moritz Hauptmann, med professors titel. 
Richter komponerade motetter, psalmer, oratoriet Christus der Erlöser, Schillers Dithyrambe samt instrumentalsaker med mera, men hans rykte grundar sig helt och hållet på hans lärarförmåga samt hans överallt spridda och använda läroböcker: Lehrbuch der Harmonie (1853; 27:e upplagan 1913), som översatts till många språk (till svenska av Julius Bagge, 1870; 3:e upplagan 1886), Lehrbuch der Fuge (1859; 6:e upplagan 1896) samt Lehrbuch des einfachen und doppelten Kontrapunkts (1872; 13:e upplagan 1913). Han skrev även en Katechismus der Orgel (4:e upplagan 1896).